# La forza del destino
La Force du destin
Pour le film, voir La forza del destino (film, 1950).
Pour les articles homonymes, voir La Force du destin et Forza.
 (juillet 2022).
Versions successives
- 7 février 1863 : Teatro Apollo  Royaume d'Italie
- 27 février 1869 : Teatro alla Scala Milan  Royaume d'Italie

Représentations notables
- 7 février 1863 : Teatro Apollo Rome  États pontificaux 
(Version de Saint-Pétersbourg)

Personnages
- Le marquis de Calatrava (basse)
- Donna Leonora, sa fille (soprano)
- Don Carlo di Vargas, son fils (Baryton)
- Don Alvaro, amant de Leonora, (ténor)
- Preziosilla, jeune bohémienne (mezzo-soprano)
- Père gardien, franciscain (basse)
- Frère Melitone, franciscain (baryton)
- Curra, camériste de Leonora (soprano)
- Un alcade (basse)
- Maître Trabucco, muletier puis marchand ambulant (ténor)
- Un chirurgien militaire espagnol (ténor)
- Un grainetier espagnol (basse)

Airs
- « Me pellegrina ed orfana » - Leonora, Acte I
- « Son Pereda son ricco d'onore » - Don Carlo, Acte II, Scène 1
- « Sono giunta ! ... Madre, pietosa Vergine » - Leonora, Acte II, Scène 2
- « La Vergine degli Angeli » - Leonora, Acte II, Scène 2
- « La vita è inferno ... O tu che in seno agli angeli » - Don Alvaro, Acte III
- « Morir! Tremenda cosa! ... Urna fatale del mio destino » - Don Carlo, Acte III, Scène 1
- « Pace, pace mio Dio ! » - Leonora, - Acte IV, Scène 2

La forza del destino est un opéra en quatre actes, de Giuseppe Verdi, sur un livret de Francesco Maria Piave, tiré de la pièce de théâtre Don Álvaro o la fuerza del sino (es) du Duc de Rivas Ángel de Saavedra.

## Genèse
En janvier 1861, Verdi répond à une demande du tsar Alexandre II de Russie, adressée par l'intermédiaire du ténor Enrico Tamberlick. Après avoir initialement envisagé un projet d'opéra sur Ruy Blas, il accepte, le 3 juin 1861, le drame de Rivas, Don Alvaro o la fuerza del sino, que lui soumet le théâtre impérial.
Le livret est confié à Francesco Maria Piave, et la partition composée entre juin et novembre 1861.

## Création
En décembre 1861, Verdi se rend à Saint-Pétersbourg pour les premières répétitions. La maladie de la soprano Emma La Grua prévue pour la création du rôle de Leonora et l'impossibilité de trouver une cantatrice à la hauteur pour reprendre le rôle amènent Verdi à envisager de rompre le contrat qui exige que ses œuvres soient chantées par les artistes de son choix. Finalement, un accord est trouvé pour un report à la saison suivante. Après six semaines de répétitions, au cours desquelles il parachève l'orchestration de l'opéra, celui-ci est créé le 10 novembre 1862 et connaît un triomphe de plusieurs semaines.
L'œuvre commence un tour d'Europe avant que Verdi n'en opère une profonde refonte, après la mort de Rivas : Piave étant entré en agonie, le livret est remanié par Antonio Ghislanzoni et la seconde création de l'œuvre a lieu le 27 février 1869 à la Scala de Milan. Dans cette seconde version, Verdi tend à plus de vraisemblance (remaniant notamment la fin de la pièce de Rivas, qui lui avait toujours déplu) et modifie de nombreux détails d'orchestration qui font toutefois regretter le caractère « pré-moussorgskien » de la version originale. Il gomme également tout ce qui pourrait rappeler son style ancien, ainsi que ses concessions au bel canto.

## Premières représentations et versions
La première représentation complète a lieu au Théâtre Imperial de Saint-Pétersbourg, aujourd'hui connu sous le nom de Théâtre Mariinski, le 10 novembre 1862.
Ses débuts italiens ont lieu au Teatro Apollo de Rome le 7 février 1863, sous le titre Don Alvaro avec Carlotta Marchisio et Barbara Marchisio. Le compositeur décrit ainsi à Vincenzo Luccardi ce succès du 17 février : « Si l'œuvre à Rome s'est assez bien passée, cela aurait pu être encore mille fois mieux si Jacovacci avait pu enfin se mettre en tête que, pour avoir du succès, il faut des œuvres adaptées aux artistes et des artistes adaptés aux œuvres. Évidemment, dans la Forza del Destino, il n'est pas nécessaire de connaître son solfège, mais il faut avoir de l'esprit, comprendre le texte et l'exprimer. »
La deuxième version, pour laquelle Verdi a ajouté la célèbre symphonie, composé un final nouveau et apporté de nombreux autres changements dont la réécriture du livret sous la plume de Antonio Ghislanzoni, débuta avec succès au Teatro alla Scala de Milan le 27 février 1869. Même la fin était modifiée : dans la deuxième version, don Alvaro survit à la mort de Leonora, quand la première version de l'œuvre se terminait, au contraire, sur le suicide d'Alvaro. Verdi écrivit ainsi à Opprandino Arrivabene le 1er mars suivant : « Je suis rentré hier soir de Milan à minuit, mort de fatigue. Il faut que je dorme quinze jours d'affilée pour m'en remettre. À l'heure qu'il est tu dois avoir des nouvelles de la Forza del destino : cela a été une bonne représentation et un succès. Stolz et Tiberini superbes. Les autres bien. La foule, les chœurs et l'orchestre ont joué avec une précision et un feu indescriptibles. Ils avaient le diable au corps. Bien, très bien. J'ai aussi eu des nouvelles de la deuxième représentation : toujours bonne, même meilleure que la première. Les nouveaux morceaux sont une symphonie magnifiquement bien interprétée par l'orchestre, un petit chœur de ronde et un trio pour clôturer la représentation. Permets-moi de te serrer la main et d'aller dormir. »

### Distribution
| Personnage              | Vocalité       | Interprète de la première générale 22 novembre 1862, Saint-Pétersbourg (direction Eduardo Baveri) | Interprète de la deuxième version 27 février 1869, Milan (direction Eugenio Terziani) |
| ----------------------- | -------------- | ------------------------------------------------------------------------------------------------- | ------------------------------------------------------------------------------------- |
| Le Marquis de Calatrava | basse          | Signor Meo                                                                                        | Giuseppe Vecchi                                                                       |
| Donna Leonora           | soprano        | Caroline Barbot                                                                                   | Teresa Stolz                                                                          |
| Don Carlo di Vargas     | baryton        | Francesco Graziani                                                                                | Luigi Colonnese                                                                       |
| Don Alvaro              | tenor          | Enrico Tamberlick                                                                                 | Mario Tiberini                                                                        |
| Preziosilla             | mezzo-soprano  | Constance Nantier-Didiée                                                                          | Ida Benza                                                                             |
| Père Guardiano          | basse          | Gian Francesco Angelini                                                                           | Marcel Junca                                                                          |
| Frère Melitone          | baryton        | Achille De Bassini                                                                                | Giacomo Rota                                                                          |
| Curra                   | mezzo-soprano  | Signora Lagramanti                                                                                | Ester Neri                                                                            |
| Un alcade               | basse          | Ignazio Marini                                                                                    | Luigi Alessandrini                                                                    |
| Mastro Trabuco          | tenor brillant | Geremia Bettini                                                                                   | Antonio Tasso                                                                         |
| Un chirurgien           | basse          | Alessandro Polonini                                                                               | Vincenzo Paraboschi                                                                   |

## Personnages
- Marquis de Calatrava : seigneur espagnol altier, imbu de son rang, qui ressent intensément l'esprit de classe, et encore plus, si possible, l'honneur. À peu près soixante-cinq ans ; cheveux, moustaches et barbiche grises.
- Donna Leonora : fille du marquis, âgée de 20 ans, douce créature passionnée qui aime son destin plus que tout.
- Don Carlo : frère de Leonora, jeune homme ardent de 22 ans. Toujours animé par la soif de venger l'honneur offensé de sa famille ; si bien qu'il affronte résolument et avec ténacité toutes les difficultés, méprisant tous les dangers pour atteindre son but.
- Don Alvaro : amérindien de bonne famille, à l'âme ardente et indomptable, d'une générosité noble, il doit avoir environ 25 ans.
- Père gardien : homme d'une mansuétude vraiment évangélique, à la foi inébranlable. Il doit avoir 70 ans et il porte une barbe et des cheveux blancs.
- Frère Melitone : frère laïc bon vivant, quelque peu irascible mais facilement malléable. Il doit avoir environ 40 ans, il doit être fumeur et avoir tous les signes de la ruse.
- Preziosilla : jeune bohémienne, droite, spirituelle, coquette ; elle doit avoir environ 20 ans et toutes les caractéristiques de son genre.
- Curra : jeune femme de plus de 25 ans, insouciante et voulant voyager, raison pour laquelle elle accepte l'amour de don Alvaro avec sa maîtresse.
- Alcade : homme type, appartenant à la catégorie des innombrables gens importants, environ 50 ans.
- Trabucco : type original, spirituel, franc et ombrageux.

## Histoire
L'action se déroule en Espagne et en Italie, au XVIIIe siècle. Presque dix-huit mois s'écoulent entre le premier et le deuxième acte. Entre le deuxième et le troisième acte, quelques mois se passent ; et entre le troisième et le quatrième acte, cinq ans s'écoulent.

### ActeI

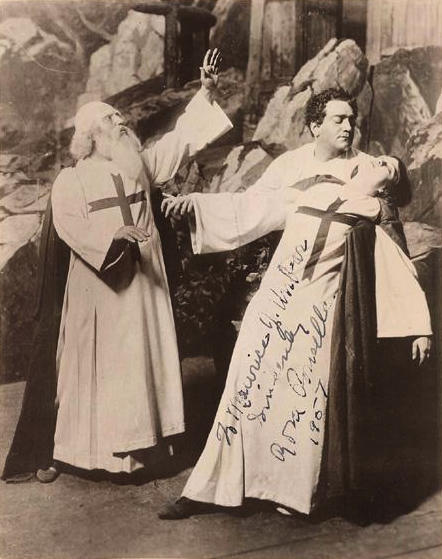
José Mardones, Enrico Caruso e Rosa Ponselle in una rappresentazione

Donna Leonora di Vargas (soprano) et don Alvaro (tenor), pour contourner l'opposition à leur mariage du père de donna Leonora, le marquis de Calatrava (basse), se préparent à fuir, la nuit venue, de Séville. Leonora, attachée cependant à son père, médite sur l'incertitude de sa destinée et dit adieu à sa terre natale. L'arrivée d'Alvaro fait s'évanouir ses derniers doutes, mais les amoureux sont surpris par le marquis qui, rentré de manière impromptue, renie sa fille et ordonne à ses serviteurs d'arrêter le jeune homme. Ce dernier, après s'être déclaré l'unique coupable, se dit prêt à subir le châtiment du marquis, et il jette à terre son pistolet, d'où part un coup de feu qui tue le vieillard. Les deux malheureux amants disparaissent dans la nuit.

### ActeII
Le frère de Leonora, don Carlo (baryton), décidé à venger la mort de son père, est à la recherche des amants.
Arrivé à Hornachuelos, il se fait passer pour un étudiant auprès des clients d'une auberge, parmi lesquels se trouvent des pèlerins, la bohémienne Preziosilla (mezzosoprano), quelques soldats, un mulatier et Leonora elle-même qui, travestie en homme, va au monastère de la Vierge des Anges, où elle entend vivre en tant qu’ermite. À partir du récit de don Carlo, Leonora découvre que don Alvaro, qu'elle croyait mort, est toujours vivant, et elle craint pour sa sécurité : elle s'apprête donc à se retirer du monde avec une vigueur renouvelée.
Arrivée au monastère, la jeune fille se confie à la Vierge, en la priant de pardonner ses péchés, puis elle demande une audience avec le père Guardiano (basse), à qui elle révèle sa vraie identité et son souhait expiatoire. Le Père, indulgent et compréhensif, l'avertit quand même que la vie qui l'attend est remplie de privations, et il essaie de la convaincre, pour la dernière fois, de se retirer au couvent plutôt que dans une grotte misérable. Face à la constance de Leonora, il consent à l'accepter, il lui donne un habit, il appelle les moines au recueillement, lesquels maudissent quiconque osera enfreindre l'anonymat de l’ermite, ils s'adressent en chœur à la Madone (« Virgine degli Angeli »).

### ActeIII
En Italie en 1744 près de la Velletri. Il fait nuit, la lutte fait rage entre les Espagnols et les soldats impériaux. Don Alvaro est capitaine des grenadiers espagnols et, ne pouvant pas supporter ses mésaventures, il espère mourir à la bataille. En réévoquant son passé d'orphelin, lui le fils descendant de la famille royale Inca, il repense à la nuit fatale où il a vu pour la dernière fois Leonora, et, convaincu que la jeune fille est morte, il lui demande de prier pour lui.
Soudain, il entend les lamentations d'un soldat en détresse, il court à son aide et lui sauve la vie : l'homme n'est autre que don Carlo, qui ne reconnaît cependant pas le jeune indien. Les deux hommes se jurent une amitié éternelle. Mais le lendemain, Alvaro lui-même est blessé et est transporté chez don Carlo. Alvaro, pourtant, confie à Carlo une valise avec une enveloppe scellée, contenant un secret qui ne devra jamais être révélé : à sa mort, il faudra brûler cette enveloppe.
Carlo jure de le faire, mais une fois seul, suspicieux à la suite de l'horreur ressentie par son ami au nom des Calatrava, il ouvre la valise, dans laquelle il trouve un portrait de sa sœur : ses soupçons se confirment, il défie don Alvaro en duel. Les deux hommes croisent déjà le fer quand surgit la ronde : Alvaro s'échappe et se réfugie dans un monastère. Dans le camp, la vie quotidienne reprend cependant : la bohémienne Preziosilla prédit l'avenir et encourage les soldats au combat.

### ActeIV

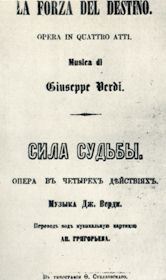
Version bilingue du premier livret de La forza del destino publiée à l'occasion de la première à Saint-Pétersbourg, 1862

Dans les environs du monastère Notre Dame des Anges, le Frère Melitone (baryton) distribue la soupe aux pauvres. Ces derniers, regrettant son attitude, regrettent l'absence du Père Raffaele, nom choisi par don Alvaro lors de son entrée au monastère.
Le père Raffaele est demandé par don Carlo, et après avoir découvert la cachette de don Alvaro, il le provoque encore en duel. Dans un premier temps, don Alvaro refuse l'affrontement, mais étant traité de couard et de mulâtre, il se prépare à croiser le fer avec lui.
Autour de la grotte où elle s'est retirée, Leonora, qui éprouve encore de l'amour pour don Alvaro, pleure sur son destin. Entendant soudain des bruits aux alentours, elle se réfugie dans sa grotte mais est reconnue par don Alvaro, qui, après avoir blessé don Carlo mortellement, cherche un confesseur pour l'assister. Terrorisée, Leonora appelle à l'aide mais sitôt reconnue de manière inattendue par le jeune homme, elle se prépare à le rejoindre. Elle n'est pas informée de la blessure de don Carlo, mais elle se précipite chez lui qui, toujours obsédé par son désir de vengeance, la poignarde. Le père Guardiano la rejoint et Leonora expire dans les bras de don Alvaro, en souhaitant le retrouver au ciel. Resté définitivement seul sur terre, il maudit de nouveau son destin.

## Orchestration
L'orchestration de la Forza del destino correspond aux standards traditionnels de l'orchestration verdienne, à savoir : 
- 2 flûtes (jouant aussi en piccolo) ;
- 2 hautbois ;
- 2 clarinettes (la seconde clarinette jouant aussi la clarinette basse) ;
- 2 bassons ;
- 4 cors ;
- 2 trompettes ;
- 3 trombones ;
- 1 cimbasso (dont le pupitre est aujourd'hui tenu par le trombone basse) ;
- percussions : timbales, tambour, grosse caisse ;
- 2 harpes ;
- 1 orgue ;
- Les cordes.

À cet ensemble orchestral ordinaire, il faut ajouter une musique « de scène » composée pour 6 trompettes et 4 tambours.

## Numéro des morceaux
Les numéros des morceaux renvoient à la version de 1869.
- Sinfonia

### Acte I
- 1 Scena e Romanza di Leonora
  - Scena Buona notte, mia figlia... (Marchese, Leonora) Scène I
  - Recitativo Temea restasse qui fino a domani! (Curra, Leonora) Scène II
  - Romanza Me pellegrina ed orfana (Leonora) Scène II
- 2 Scena, Duetto di Leonora e Don Alvaro, Terzetto finale
  - Scena M'aiuti, signorina... (Curra, Leonora) Scène II
  - Duetto Ah! per sempre, o mio bell'angiol (Don Alvaro, Leonora) Scène III
  - Tempo di mezzo È tarda l'ora... (Leonora, Don Alvaro) Scène III
  - Cabaletta Seguirti fino agli ultimi (Leonora, Don Alvaro) Scène III
  - Recitativo È tardi. - Allor di calma è d'uopo (Leonora, Curra, Don Alvaro) Scène III
  - Finale I Vil seduttor!... infame figlia!... (Marchese, Leonora, Don Alvaro) Scène IV

### Acte II
- 3 Scena dell'osteria
  - Coro e Ballabile Holà, holà, holà! Ben giungi, o mulattier (Coro) Scène I
  - Scena La cena è pronta... (Alcade, Don Carlo, Leonora, Trabuco, Coro) Scène I
  - Recitativo Viva la guerra! (Preziosilla, Don Carlo, Coro) Scène II
  - Canzone Al suon del tamburro (Preziosilla, Don Carlo, Coro) Scène II
  - Preghiera Padre Eterno Signor... (Coro di Pellegrini, Alcade, Leonora, Don Carlo) Scène III
  - Scena Viva la buona compagnia! (Don Carlo, Trabuco, Alcade, Coro) Scène III-IV
  - Recitativo Poich'è imberbe l'incognito (Don Carlo, Alcade, Coro) Scène IV
  - Ballata Son Pereda, son ricco d'onore (Don Carlo, Coro) Scène IV
  - Scena Sta bene. - Ucciso fu quel Marchese? (Alcade, Preziosilla, Don Carlo, Coro) Scène IV
  - Coro Holà, holà, holà! È l'ora di posar (Coro, Don Carlo, Alcade, Preziosilla) Scène IV
- 4 Scena e Aria di Leonora
  - Scena Sono giunta!... grazie, o Dio! (Leonora) Scène V
  - Aria Madre, pietosa Vergine (Leonora, Coro di Frati) Scène V
- 5 Scena e Duetto di Leonora e Padre Guardiano
  - Scena Chi siete? - Chiedo il Superiore. (Leonora, Melitone) Scène VI-VII
  - Scena Chi mi cerca? - Son io (Padre Guardiano, Leonora) Scène VIII-IX
  - Duetto Più tranquilla l'alma sento (Leonora, Padre Guardiano) Scène IX
- 6 Finale II
  - Finale II Il santo nome di Dio Signore (Padre Guardiano, Leonora, Coro) Scène X

### Acte III
- 7 Scena e Romanza di Don Alvaro
  - Scena Attenti al gioco... (Coro) Scène I
  - Recitativo La vita è inferno all'infelice... (Don Alvaro) Scène I
  - Romanza O tu che in seno agli angeli (Don Alvaro) Scène I
- 8 Scena, Battaglia, Duettino di Don Alvaro e Don Carlo
  - Scena Al tradimento... (Don Carlo, Don Alvaro, Coro) Scène I-II
  - Duettino Amici in vita e in morte (Don Carlo, Don Alvaro) Scène II
  - Scena All'armi!... all'armi! (Coro, Don Carlo, Don Alvaro) Scène II
  - Battaglia Arde la mischia!... (Soldati, Chirurgo, Coro) Scène III
  - Scena Piano... qui posi... approntisi il mio letto (Don Carlo, Chirurgo, Don Alvaro) Scène IV
  - Scena Solenne in quest'ora giurarmi dovete (Don Alvaro, Don Carlo) Scène IV
  - Duettino Or muoio tranquillo... (Don Alvaro, Don Carlo) Scène IV
- 9 Scena e Aria di Don Carlo
  - Scena Morir!... tremenda cosa!... (Don Carlo) Scène V
  - Aria Urna fatale del mio destino (Don Carlo) Scène V
  - Tempo di mezzo E s'altra prova rinvenir potessi?... (Don Carlo, Chirurgo) Scène V
  - Cabaletta Egli è salvo!... oh gioia immensa (Don Carlo) Scène V
- 10 Ronda
  - Coro Compagni, sostiamo, il campo esploriamo (Coro) Scène VI
- 11 Scena e Duetto di Don Alvaro e Don Carlo
  - Scena Né gustare m'è dato (Don Alvaro, Don Carlo) Scène VII-VIII
  - Duetto Sleale! il segreto fu dunque violato? (Don Alvaro, Don Carlo, Coro) Scène VIII-IX
- 12 Scena dell'accampamento
  - Coro Lorché pifferi e tamburi (Coro) Scène X
  - Strofe Venite all'indovina (Preziosilla, Coro) Scène X
  - Scena Qua, vivandiere, un sorso (Coro, Preziosilla) Scène X
  - Arietta. Sortita del rivendugliolo A buon mercato chi vuol comprare? (Trabuco, Coro) Scène XI
  - Coro Pane, pan per carità! (Contadini, Reclute, Vivandiere, Preziosilla) Scène XII-XIII
  - Coro Nella guerra è la follia (Coro) Scène XIII
  - Predica Toh, toh!... Poffare il mondo!... (Melitone, Coro) Scène XIV
  - Recitativo Lasciatelo, ch'ei vada... (Preziosilla) Scène XIV
  - Rataplan Rataplan, rataplan (Preziosilla, Coro) Scène XIV

### Acte IV
- 13 Coro e Aria di Melitone
  - Coro Fate la carità (Mendicanti) Scène I
  - Aria buffa Che? siete all'osteria?... (Melitone, Padre Guardiano, Coro) Scène II
- 14 Scena e Duetto di Padre Guardiano e Melitone
  - Scena Auf!... Pazienza non v'ha che basti! (Melitone, Padre Guardiano) Scène III
  - Duetto Del mondo i disinganni (Padre Guardiano, Melitone) Scène III
  - Scena Giunge qualcuno... aprite... (Padre Guardiano, Don Carlo, Melitone) Scène III-IV
- 15 Scena e Duetto di Don Alvaro e Don Carlo
  - Scena Invano Alvaro ti celasti al mondo (Don Carlo, Don Alvaro) Scène V
  - Duetto Col sangue sol cancellasi (Don Carlo, Don Alvaro) Scène V
  - Tempo di mezzo Ah, la macchia del tuo stemma (Don Carlo, Don Alvaro) Scène V
  - Cabaletta Ah, segnasti la tua sorte! (Don Alvaro, Don Carlo) Scène V
- 16 Melodia di Leonora
  - Melodia Pace, pace, mio Dio! (Leonora) Scène VI
- 17 Scena e Terzetto finale
  - Scena Io muoio!... Confession!... l'alma salvate (Don Carlo, Don Alvaro, Leonora) Scène VII-VIII-IX
  - Terzetto Non imprecare, umiliati (Padre Guardiano, Leonora, Don Alvaro) Scène IX

## Réutilisation dans d'autres œuvres

### Filmographie
- La musique de l'ouverture de cet opéra a été reprise comme générique des films Jean de Florette et Manon des Sources de Claude Berri, ainsi que dans le téléfilm La Maîtresse du président de Jean-Pierre Sinapi.
- La musique d'ouverture de cet opéra est aussi utilisée dans Viva La Libertà de Roberto Andò sorti en 2013 dans lequel l'acteur principal chantonne cet air, ce qui aide à distinguer les différents personnages qu'il joue.

### Musique
- Il constitue également l'essentiel de la bande musicale de Folle à tuer d'Yves Boisset avec Marlène Jobert et Michael Lonsdale.

### Littérature

#### Roman
- Mort d'une Diva (The Forza Trap), roman Noir de Kenn Davis situe un projet de terrorisme au cours d'une représentation moderne et réaliste de la Forza del Destino, la principale instigatrice étant la Diva elle-même (Prezozilla). Écho prévisible à l'idée de malédiction engendrée depuis toujours par l'ouvrage.

#### Bande dessinée
- Cet opéra est joué à deux reprises dans Charlotte impératrice de Matthieu Bonhomme et Fabien Nury paru en 2018.

## Une œuvre malchanceuse?
En dépit du succès qui l'a accompagnée à travers les années (au point qu'elle figure au répertoire), cette œuvre de Verdi emporte une malédiction qui circule (à mi-voix) dans le milieu de la musique, c'est-à-dire qu'elle porterait malheur. Cette thèse serait étayée par de nombreux motifs et de nombreux événements, qui se sont déroulés à certaines de ses représentations par le passé, certains sans importance et d'autres plus graves ou remarquables :
- pendant la première scène de l'acte III, durant le récitatif précédant le chant O tu che in seno agli angeli, le texte original de la première édition de l'œuvre faisait dire à Alvaro la phrase « Fallì l'impresa » (l'entreprise a échoué) : l'échec d'une troupe de théâtre était une mésaventure fréquente dans le monde théâtral du dix-neuvième siècle, aucun chanteur ni producteur n'a voulu entendre prononcer une telle phrase[1]. En effet, la phrase de la deuxième édition de l'œuvre a été remplacée par « Fu vana impresa » (l'essai fut vain) ;
- l'auteur du livret Francesco Maria Piave a fini sa vie par une série de mésaventures : en 1866, il est tombé gravement malade, son frère a été emprisonné à Venise pour haute trahison, et sa mère est devenue folle. En 1867, devenu misérable, il sera contraint d'emprunter 500 francs à Verdi et le 5 décembre de la même année, il sera paralysé, ce qui l'affligera jusqu'à sa mort en 1876[1] ;
- on dit que le 1er septembre 1939, c'est-à-dire le jour du début de la Seconde Guerre mondiale avec l'invasion de la Pologne par l'Allemagne nazie, à l'affiche au théâtre Wielki de Varsovie, se jouait justement La forza del destino[2] ;
- le 4 mars 1960, au Metropolitan de New York, pendant la mise en scène de l'opéra, le baryton Leonard Warren eut un malaise immédiatement après le chant Urna fatale del mio destino ; transporté en urgence à l'hôpital, il mourut d'une hémorragie cérébrale ;
- d'innombrables accidents sur scène : la barbe du Père Guardiano qui se détache, Preziosilla qui trébuche sur les tambours, don Alvaro qui entre en scène en oubliant son texte ou, pire, son pistolet, le chef d'orchestre qui tombe sur les violons, violentes disputes entre les producteurs et les conseils d'administration, des démissions, chute des acteurs, baguettes terribles[2] ;
- lors de la première secousse du violent tremblement de terre de Sendai qui a frappé le Japon le 11 mars 2011, l'orchestre du Maggio Musicale Fiorentino jouait un ensemble de l'opéra au Teatro Bunka Kaikan de Tokyo[3].

Cependant, comme toutes les superstitions, ces rumeurs souffrent d'un biais de perception : Il n'y a aucune évidence que les performances de cet opéra soient plus coïncidentes à des « malheurs » que celles de n'importe quel autre opéra ou œuvre musicale. En suivant un raisonnement superstitieux, on pourrait dire que tous les opéras joués lors d'un tremblement de terre quelconque sont maudits ; il ne serait pas difficile de se focaliser sur un en particulier et de chercher toutes les fois où un spectateur est décédé lors d'une représentation, etc. C'est un mécanisme classique de démonisation. Le fait que quelques chanteurs connus soient superstitieux ne valide pas ces rumeurs.

## Enregistrements discographiques (sélection)
| Année | Distribution (Don Alvaro, Leonora, Don Carlo, Preziosilla, Fra Melitone, Padre Guardiano)               | Producteur                  | Label                         |
| ----- | --- | --------------------------- | ----------------------------- |
| 1941  | Galliano Masini, Maria Caniglia, Carlo Tagliabue, Ebe Stignani, Saturno Meletti, Tancredi Pasero        | Gino Marinuzzi              | Cetra                         |
| 1954  | Richard Tucker, Maria Callas, Carlo Tagliabue, Elena Nicolai, Renato Capecchi, Nicola Rossi-Lemeni      | Tullio Serafin              | EMI                           |
| 1955  | Mario Del Monaco, Renata Tebaldi, Ettore Bastianini, Giulietta Simionato, Fernando Corena, Cesare Siepi | Francesco Molinari Pradelli | Decca                         |
| 1958  | Giuseppe Di Stefano, Zinka Milanov, Leonard Warren, Rosalind Elias, Dino Mantovani, Giorgio Tozzi       | Fernando Previtali          | RCA                           |
| 1964  | Richard Tucker, Leontyne Price, Robert Merrill, Shirley Verrett, Ezio Flagello, Giorgio Tozzi           | Thomas Schippers            | RCA                           |
| 1969  | Carlo Bergonzi, Martina Arroyo, Piero Cappuccilli, Bianca Maria Casoni, Geraint Evans, Ruggero Raimondi | Lamberto Gardelli           | EMI                           |
| 1976  | Plácido Domingo, Leontyne Price, Sherrill Milnes, Fiorenza Cossotto, Gabriel Bacquier, Bonaldo Giaiotti | James Levine                | RCA                           |
| 1985  | José Carreras, Rosalind Plowright, Renato Bruson, Agnes Baltsa, Juan Pons, Paata Burchuladze            | Giuseppe Sinopoli           | Deutsche Grammophon           |
| 1987  | Plácido Domingo, Mirella Freni, Giorgio Zancanaro, Dolora Zajick, Sesto Bruscantini, Paul Plishka       | Riccardo Muti               | EMI                           |
| 1995  | Nikolai Putilin, Gegam Grigorian, Olga Borodina, Askar Abdrazakov, Galina Gorchakova, Mikhail Kit       | Valery Gergiev              | Philips Classics, rééd. Decca |

## DVD (sélection)
| Année | Distribution (Alvaro, Leonora, Carlo, Preziosilla, Melitone, Padre Guardiano) | Producteur                             | Label               |
| ----- | --- | -------------------------------------- | ------------------- |
| 1958  | Franco Corelli, Renata Tebaldi, Ettore Bastianini, Oralia Domínguez, Renato Capecchi, Boris Christoff | Francesco Molinari-Pradelli            | Hardy Classics      |
| 1978  | José Carreras, Montserrat Caballé, Piero Cappuccilli, Maria Luisa Nave, Sesto Bruscantini, Nicolaï Ghiaurov | Giuseppe Patanè                        | Hardy Classics      |
| 1984  | Giuseppe Giacomini, Leontyne Price, Leo Nucci, Isola Jones, Enrico Fissore, Bonaldo Giaiotti | James Levine                           | Deutsche Grammophon |
| 1987  | Ernesto Veronelli, Stefka Evstatieva, Allan Monk, Judith Forst, Peter Strummer, John Cheek | Maurizio Arena, Canadian Opera Company | ?                   |
| 2013  | Aquiles Machado, Dīmītra Theodossiou, Vladimir Stoyanov, Mariana Pentcheva, Carlo Lepore, Roberto Scandiuzzi | Gianluigi Gelmetti                     | Unitel Classical    |
| 2014  | Jonas Kaufmann, Anja Harteros, Ludovic Tézier, Nadia Krasteva, Renato Girolami, Vitalij Kowaljow, direction musicale de Asher Fisch, mise en scène de Martin Kusej, représentation captée à l'Opéra de Munich en 2014- DVD Sony. | Asher Fisch, Bayerische Staatsoper     | Sony Classical      |

### Sources et bibliographie
- Istituto nazionale di studi verdiani
- Michel Orcel, « La Fusion des genres (La Force du destin) », in Verdi. La vie, le mélodrame, Grasset, Paris, 2001.
- Patrick Favre-Tissot-Bonvoisin, « Giuseppe Verdi », Bleu Nuit Éditeur, Paris, 2013.  (ISBN 978-2-35884-022-4)
- Michel Pazdro, Jean-François Labie, Elisabeth Giuliani, Jean-Michel Brèque, Gilles de Van, Alberto Moravia, Jean Cabourg, Georges Voisin, Christophe Capacci, Elisabeth Giulian, André Tubœuf, La forza del destino dans L'Avant-Scène Opéra, Éditions Premières Loges, Paris, 1989, 160 pp.  (ISBN 2-84385-103-3)
- Roland Mancini, La forza del destino dans Guide des opéras de Verdi, Jean Cabourg, directeur de la publication, Fayard, collection Les indispensables de la musique, Paris, 1990, pp. 45-95  (ISBN 2-213-02409-X)
- Comte de Harewood, La forza del destino, dans Tout l'opéra, de Monteverdi à nos jours (Kobbé), Robert Laffont, Collection Bouquins, 1993, pp. 411-415  (ISBN 2-221-07131-X)
- Piotr Kaminski, La force du destin dans Mille et un opéras, Fayard, collection Les indispensables de la musique, Paris, 2004, pp. 1616-1617  (ISBN 978-2-213-60017-8)

### Voix associées
- 2017 - La Forza del Destino, Overture - Rafael Eduardo - Aluen Records, Rome